# Parvisquilla sinuosa
Parvisquilla sinuosa is een bidsprinkhaankreeftensoort uit de familie van de Squillidae. De wetenschappelijke naam van de soort is voor het eerst geldig gepubliceerd in 1921 door Edmondson.